# Communauté de communes Châteaubriant-Derval
Die Communauté de communes Châteaubriant-Derval ist ein französischer Gemeindeverband mit der Rechtsform einer Communauté de communes im Département Loire-Atlantique in der Region Pays de la Loire. Sie wurde am 22. Dezember 2016 gegründet und umfasst 26 Gemeinden. Der Verwaltungssitz befindet sich im Ort Châteaubriant.

## Historische Entwicklung
Der Gemeindeverband entstand mit Wirkung vom 1. Januar 2017 durch die Fusion der Vorgängerorganisationen
- Communauté de communes du Castelbriantais sowie
- Communauté de communes du Secteur de Derval.

## Mitgliedsgemeinden
| Gemeinde                                    | Einwohner 1. Januar 2022 | Fläche km² | Dichte Einw./km² | Code INSEE | Postleitzahl |
| ------------------------------------------- | ------------------------ | ---------- | ---------------- | ---------- | ------------ |
| Châteaubriant                               | 12.231                   | 33,62      | 364              | 44036      | 44110        |
| Derval                                      | 3.578                    | 63,51      | 56               | 44051      | 44590        |
| Erbray                                      | 3.062                    | 58,18      | 53               | 44054      | 44110        |
| Fercé                                       | 502                      | 22,04      | 23               | 44058      | 44660        |
| Grand-Auverné                               | 770                      | 34,4       | 22               | 44065      | 44520        |
| Issé                                        | 1.825                    | 38,66      | 47               | 44075      | 44520        |
| Jans                                        | 1.381                    | 33,21      | 42               | 44076      | 44170        |
| Juigné-des-Moutiers                         | 327                      | 24,65      | 13               | 44078      | 44670        |
| La Chapelle-Glain                           | 811                      | 34,5       | 24               | 44031      | 44670        |
| La Meilleraye-de-Bretagne                   | 1.587                    | 27,63      | 57               | 44095      | 44520        |
| Louisfert                                   | 949                      | 18,16      | 52               | 44085      | 44110        |
| Lusanger                                    | 1.064                    | 35,38      | 30               | 44086      | 44590        |
| Marsac-sur-Don                              | 1.529                    | 27,68      | 55               | 44091      | 44170        |
| Moisdon-la-Rivière                          | 1.964                    | 50,43      | 39               | 44099      | 44520        |
| Mouais                                      | 356                      | 9,93       | 36               | 44105      | 44590        |
| Noyal-sur-Brutz                             | 579                      | 7,71       | 75               | 44112      | 44110        |
| Petit-Auverné                               | 437                      | 22,53      | 19               | 44121      | 44670        |
| Rougé                                       | 2.152                    | 56,32      | 38               | 44146      | 44660        |
| Ruffigné                                    | 705                      | 33,63      | 21               | 44148      | 44660        |
| Saint-Aubin-des-Châteaux                    | 1.749                    | 47,56      | 37               | 44153      | 44110        |
| Saint-Julien-de-Vouvantes                   | 963                      | 25,6       | 38               | 44170      | 44670        |
| Saint-Vincent-des-Landes                    | 1.527                    | 33,7       | 45               | 44193      | 44590        |
| Sion-les-Mines                              | 1.658                    | 54,71      | 30               | 44197      | 44590        |
| Soudan                                      | 1.965                    | 53,82      | 37               | 44199      | 44110        |
| Soulvache                                   | 339                      | 11,27      | 30               | 44200      | 44660        |
| Villepot                                    | 687                      | 20,59      | 33               | 44218      | 44110        |
| Communauté de communes Châteaubriant-Derval | 44.697                   | 879,42     | 51               | –          | –            |